# Băile Tușnad
Băile Tușnad (în maghiară Tusnádfürdő) este un oraș în județul Harghita, Transilvania, România, format din localitățile componente Băile Tușnad (reședința) și Carpitus. Are o populație de 1.641 locuitori, fiind orașul cu cel mai mic număr de locuitori din România. Este situat în partea sudică a depresiunii Ciucului, între Munții Harghita și Munții Bodoc, în cheile Oltului, la o altitudine de 650 m. Este o importantă stațiune balneo-climaterică.

## Istorie
Data cea mai probabilă pentru fondarea stațiunii este anul 1842. Vindecarea miraculoasă a unui fiu de cioban a atras atenția asupra efectului terapeutic al apelor minerale, după care s-au pus bazele unei societăți pe acțiuni în vederea exploatării stațiunii în anul 1845. Cu ocazia revoluției din anul 1849 stațiunea este distrusă; reconstrucția începe abia în 1852.

## Informații generale

### Indicații terapeutice
- Afecțiuni cardiovasculare (stări după infarct miocardic, tulburări circulatorii, afecțiuni valvulare ale miocardului, hipertensiune arterială, tulburări circulatorii);
- Afecțiuni ale sistemului nervos (nevroză astenică, distonii neurovegetative, stări astenice secundare, stări de oboseală fizică și intelectuală);
- Afecțiuni digestive (boli ale stomacului, tulburări funcționale ale colonului, gastrite cornice, enterocolite, dischinezii biliare);
- Afecțiuni endocrine (hipertiroidie ușoară, insuficiență suprarenală, boala Basedow);

### Tipuri de proceduri
- Băi cu CO2, mofete, băi galvanice, masaj;
- Împachetări cu parafină, băi de plante, masaj;
- Magneto-diaflux, ionizări, cultură fizico medicală;
- Cură internă cu ape minerale, masaj manual reflex;
- Magnetoterapie, cultură fizică medicală, masaj, cură de teren, cură internă.

### Factori naturali de cură
- Ape minerale carbogazoase, cloruro-sodice, bicarbonatate;
- Mofete;
- Bioclimat de tip subalpin, stimulant, tonifiant.

### Compoziția resurselor minerale
- Izvorul Stănescu: debit 405 l/h, T. 7 °C; pH 6,2 natural carbogazoasă, bicarbonatată, sodică, calcică, magneziană, hipotonă;
- Izvorul Apor: debit 7200 l/h, T. 7 °C; pH 5,3; natural carbogazoasă, feruginoasă, clorurată, bicarbonată, sodică, calcică, hipotonă;
- Izvorul Mikes: debit liber; T. 14 °C, pH 5,6, natural carbogazoasă, ușor feruginoasă, clorurată, bicarbonatată, sodică, hipotonă.

## Informații turistice

### Scurt istoric

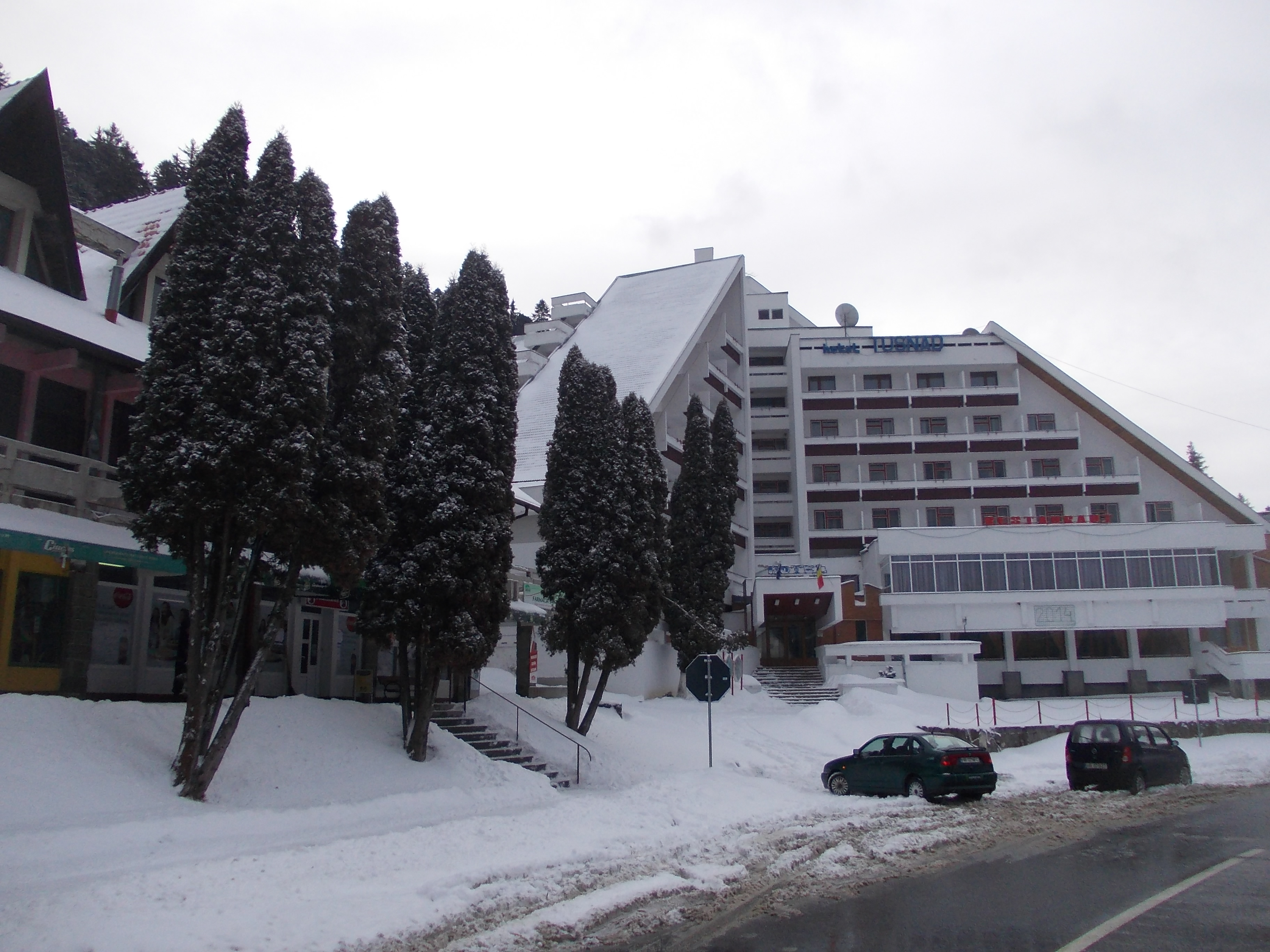
Imagine din centrul localității

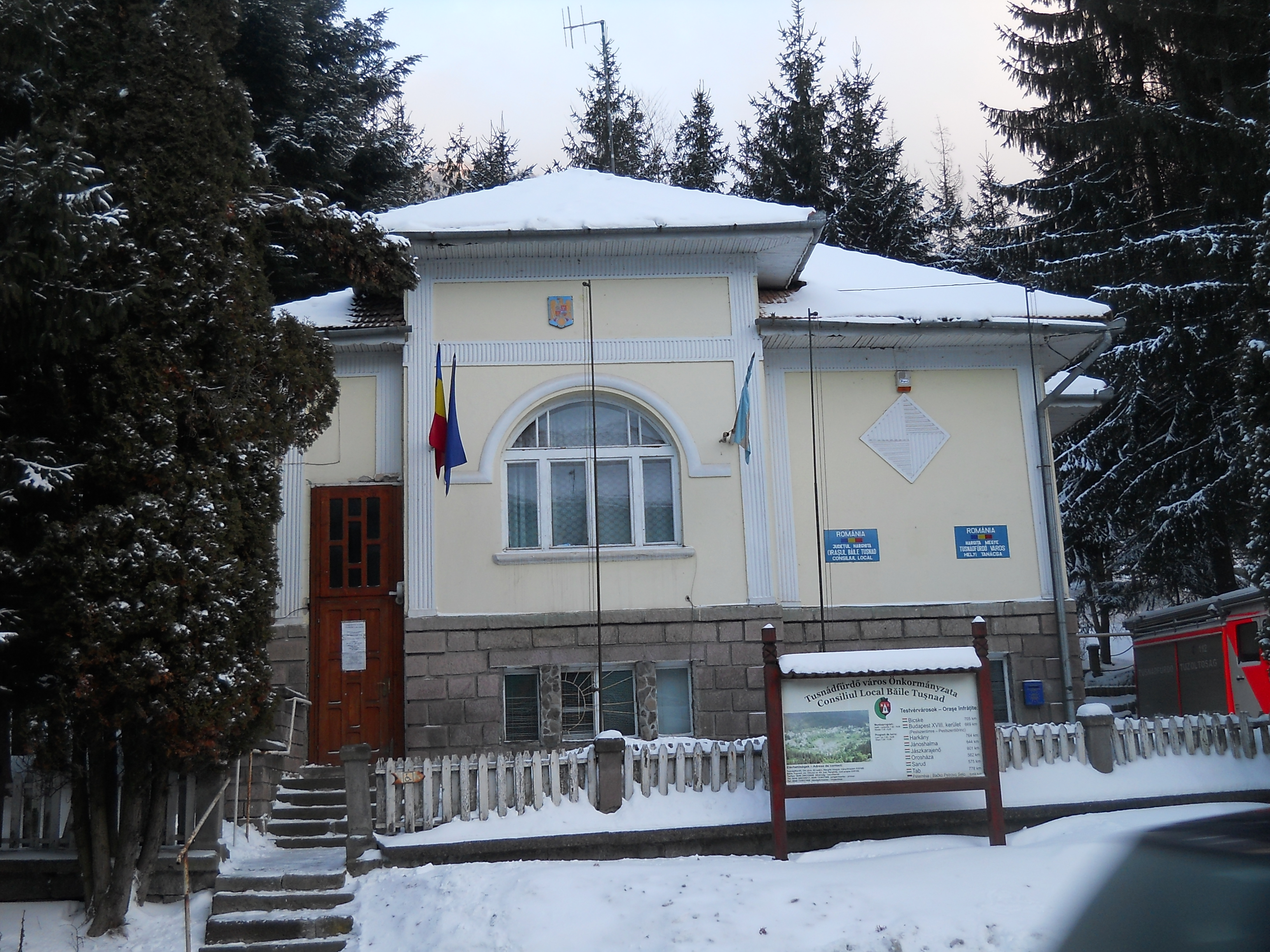
Primăria și Consiliul Local din Băile Tușnad

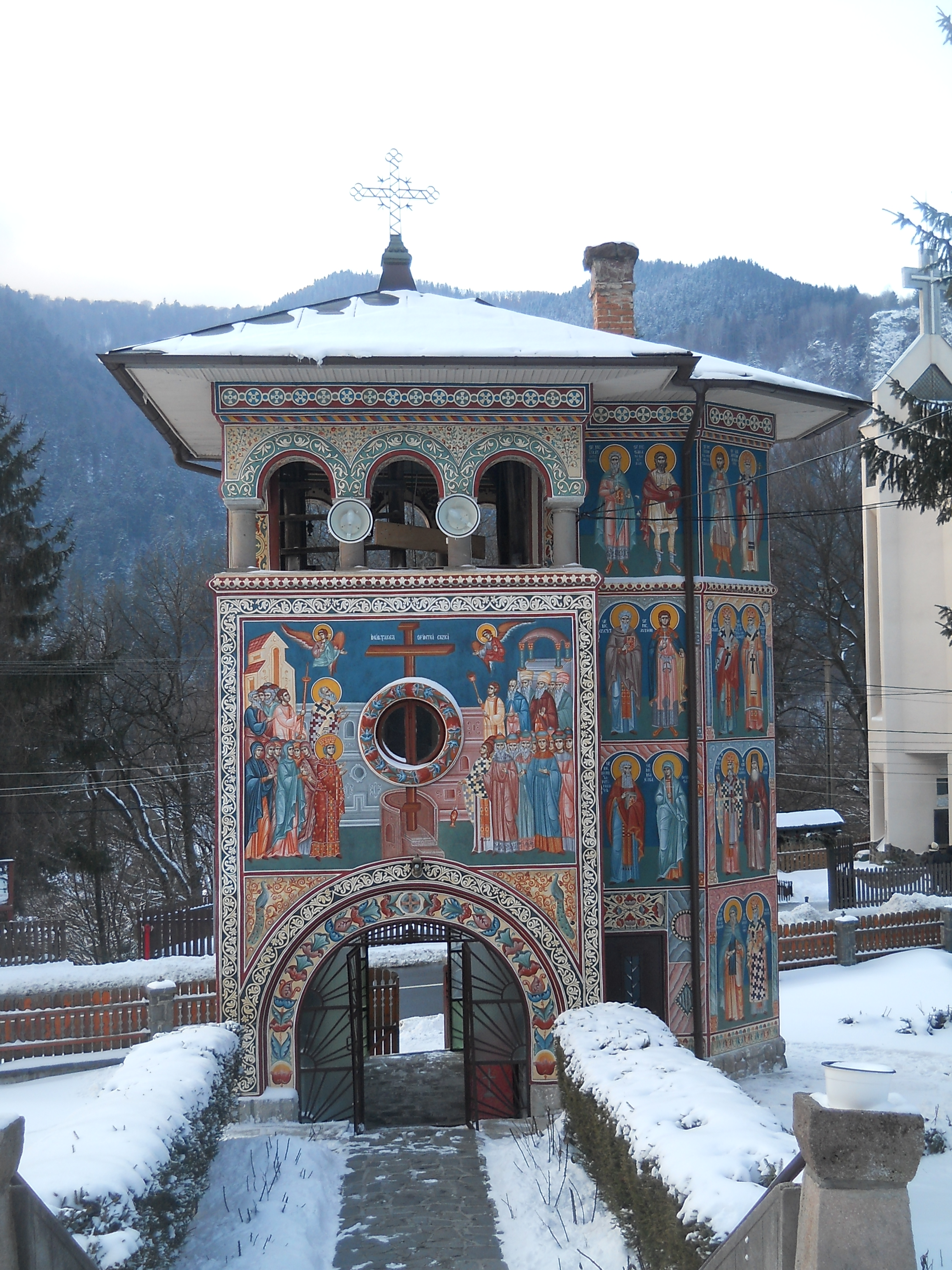
Turnul clopotniței bisericii ortodoxe

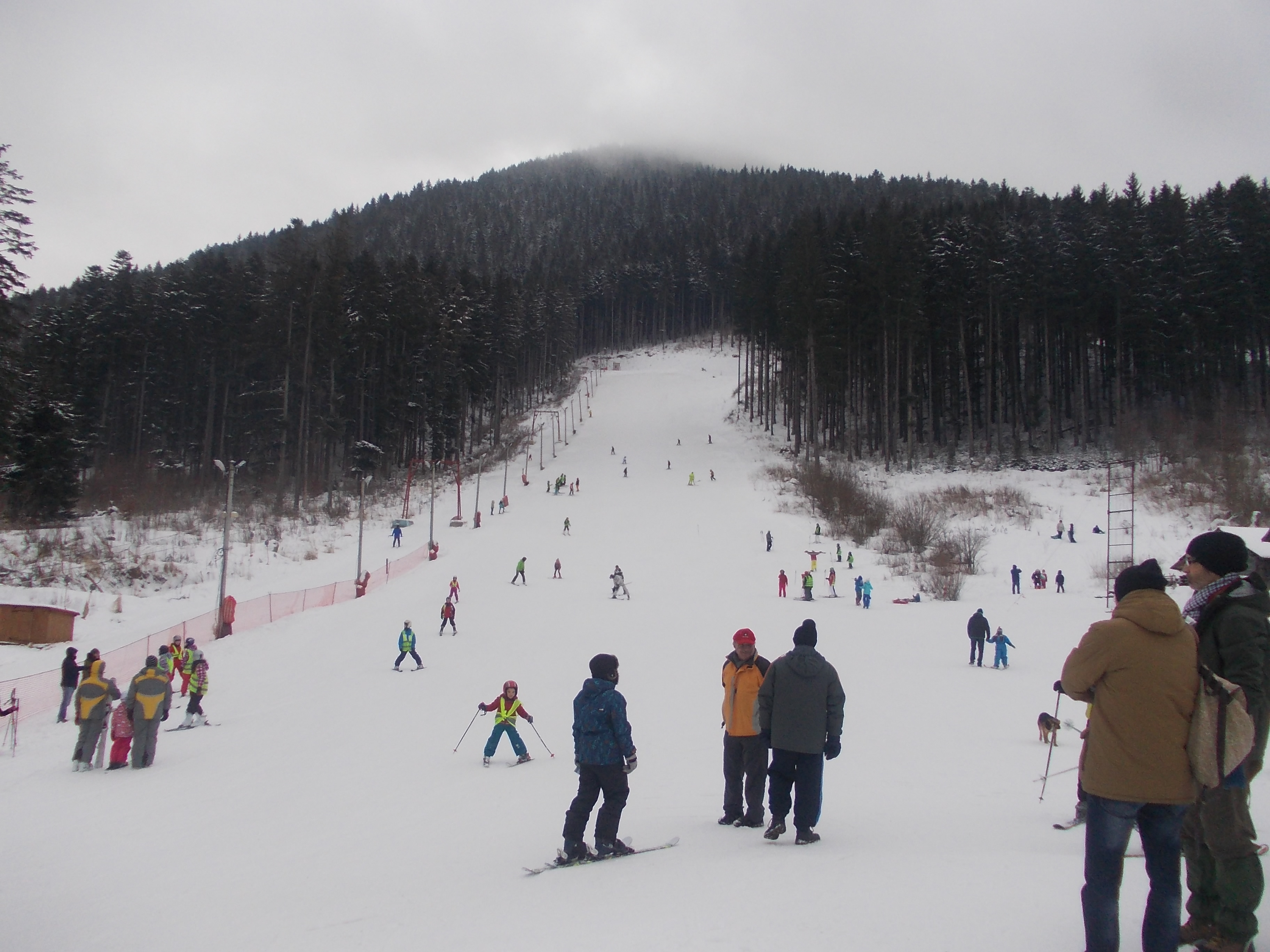
Pârtia din Băile Tușnad

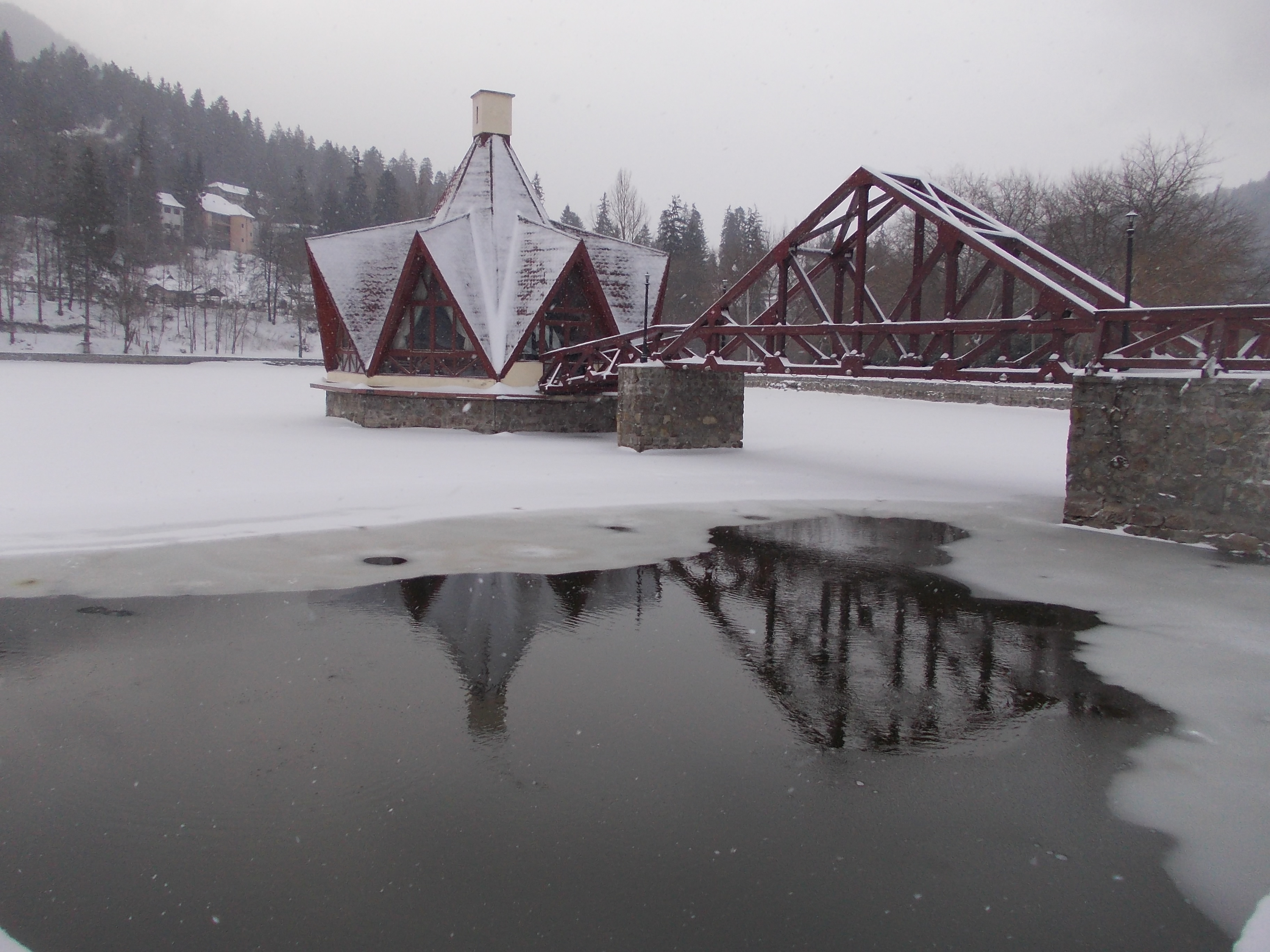
Lacul Ciucaș și pavilionul

Despre apele minerale din zona Tușnadului există dovezi scrise încă din sec XVIII, în care se menționează existența unor izvoare de ape minerale cu efecte curative folosite de către localnicii satelor din apropiere.
Denumită “Perla Ardealului”, Tușnadul este una dintre cele mai frumoase așezări balneare din țara noastră. Activitatea balneară în Băile Tușnad se desfășoară încă de la jumătatea secolului XIX. Prima bază de tratament de la Băile Tușnad a fost realizat după proiectele lui Bela Kuklai și s-a finalizat în anul 1890, sub denumirea “Ștefania” (mai târziu “Sfânta Ana”). În anul 1968, Băile Tușnad a fost declarat oraș turistic.

### Amplasament geografic
Băile Tușnad sunt situate în partea sudică a depresiunii Ciucului, la o altitudine de 650 m, între munții Harghita și Bodoc, într-un splendid defileu al Oltului. Poziția în teritoriu îi conferă un cadru deosebit de pitoresc, cu aer puternic ozonat, bogat în aerosoli rășinoși și ioni negativi care fac ca stațiunea să dispună de un bioclimat montan tonic, favorabil reconfortării psihice.

### Climă
Înconjurată de brazi seculari, stațiunea beneficiază de aer curat, ozonizat, bogat în aerosoli și ioni negativi și de un climat subalpin. Temperatura medie anuală este de 8°C (iulie 17,5°C, ianuarie -7°C) și ierni reci, nebulozitate redusă.

### Împrejurimi și atracții turistice

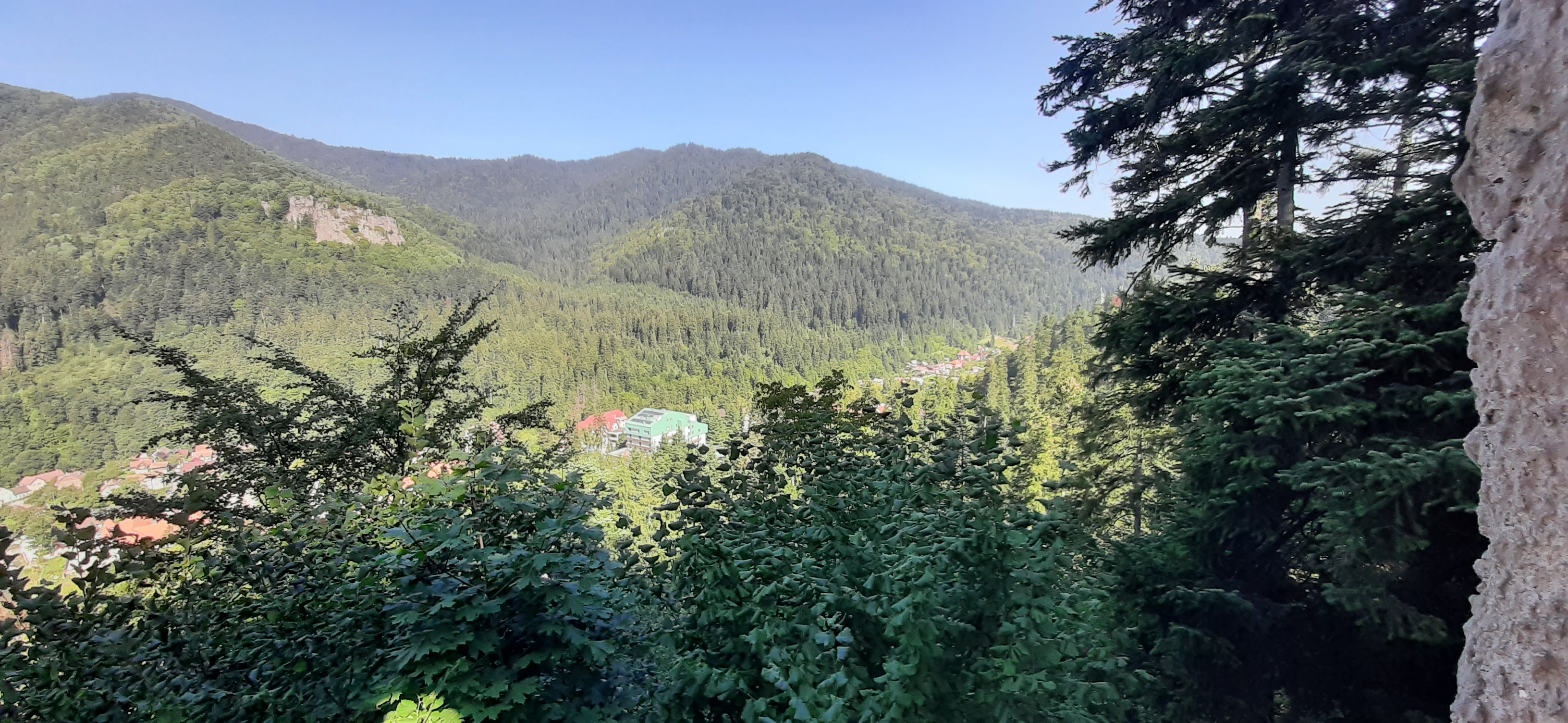

- Turnul Apor - (alt. 701 m) a fost construit ca punct panoramic în anul 1883 și restaurat în 2008
- Piatra Șoimilor (alt. 848 m)
- Wellness Tușnad
- Club Aventura
- Lacul Sfânta Ana (alt. 950 m) situat la 2 km sud-est de stațiune, lac de origine vulcanică, unicat în Europa Centrală și de Est.
- Lacul "Tinovul Mohos" (alt. 1056 m) situat lângă Lacul Sfânta Ana, declarat rezervație naturală, adăpostește specii rare de plante;
- Miercurea Ciuc (30 km): Cetatea Miko: muzeul etnografic;
- Mănăstirea Franciscană din Șumuleu Ciuc (35 km) care deține una din cele mai rare instalații de orgă din Ardeal;
- Siculeni - monumentul secuilor;
- Odorheiul Secuiesc: cetate medievală ce datează din sec XVI;
- Sfântu Gheorghe, Muzeul Național Secuiesc, Muzeul de Artă, Biserica Reformată, în stil gotic (sec XIV);
- Balvanyos - Ruinele cetății Balvanyos, Cimitirul păsărilor (prăpastie cu emanații de hydrogen sulfurat) din Balvanyos;
- Cheile Varghișului – Poiana Narciselor (monument al naturii).
- Biborțeni - Localitate cu izvoare de apă minerală.

### Sărbători folclorice
- Festivalul Cântecului, dansului și portului popular din Balvanyos, anual în luna iunie;
- Festivalul Folcloric de la cetatea Ica - Comuna Cernat, anual în iulie;
- Alaiul mascat - Comuna Cernat, anual în luna decembrie.

### Artizanat
Corund, ceramică cu motive florale pe nuanțe de albastru și verde, împletituri din răchită.

### Specialități gastronomice
Supă de chimen, papricaș, gulaș, musaca, pogăci, kurtoskalacs, supă de varză albă cu smântână, ciuperci umplute.

### Acces
- Rutier: Brașov – Sf. Gheorghe – Băile Tușnad – Miercurea Ciuc DN 12 la 67 km de Brașov, 37 km de Sf. Gheorghe, 32 km de Miercurea Ciuc; Bacău – Comănești – Miercurea Ciuc DN 12 A.
- Feroviar: magistrala București – Brașov – Sf. Gheorghe – Băile Tușnad – Ciceu – Deda – Baia Mare, stație Băile Tușnad.

## Personalități
- Iosif Blaga (1864 - 1937), președinte al Societății Balneare Băile Tușnad
- Mihai Șerban (1877 - 1947), ctitorul primei biserici românești din oraș;
- Zoltan Czaka (1932 - 2013), jucător de hochei pe gheață.

## Demografie
Componența etnică a orașului Băile Tușnad
     Maghiari (83,24%)
     Români (7,65%)
     Alte etnii (9,11%)
Componența confesională a orașului Băile Tușnad
     Romano-catolici (74,49%)
     Ortodocși (7,43%)
     Reformați (5,83%)
     Martori ai lui Iehova (1,02%)
     Alte religii (2,41%)
     Necunoscută (8,82%)
Conform recensământului efectuat în 2021, populația orașului Băile Tușnad se ridică la 1.372 de locuitori, în scădere față de recensământul anterior din 2011, când fuseseră înregistrați 1.641 de locuitori. Majoritatea locuitorilor sunt maghiari (83,24%), cu o minoritate de români (7,65%). Din punct de vedere confesional, majoritatea locuitorilor sunt romano-catolici (74,49%), cu minorități de ortodocși (7,43%), reformați (5,83%) și martori ai lui Iehova (1,02%), iar pentru 8,82% nu se cunoaște apartenența confesională.

### Evoluție istorică

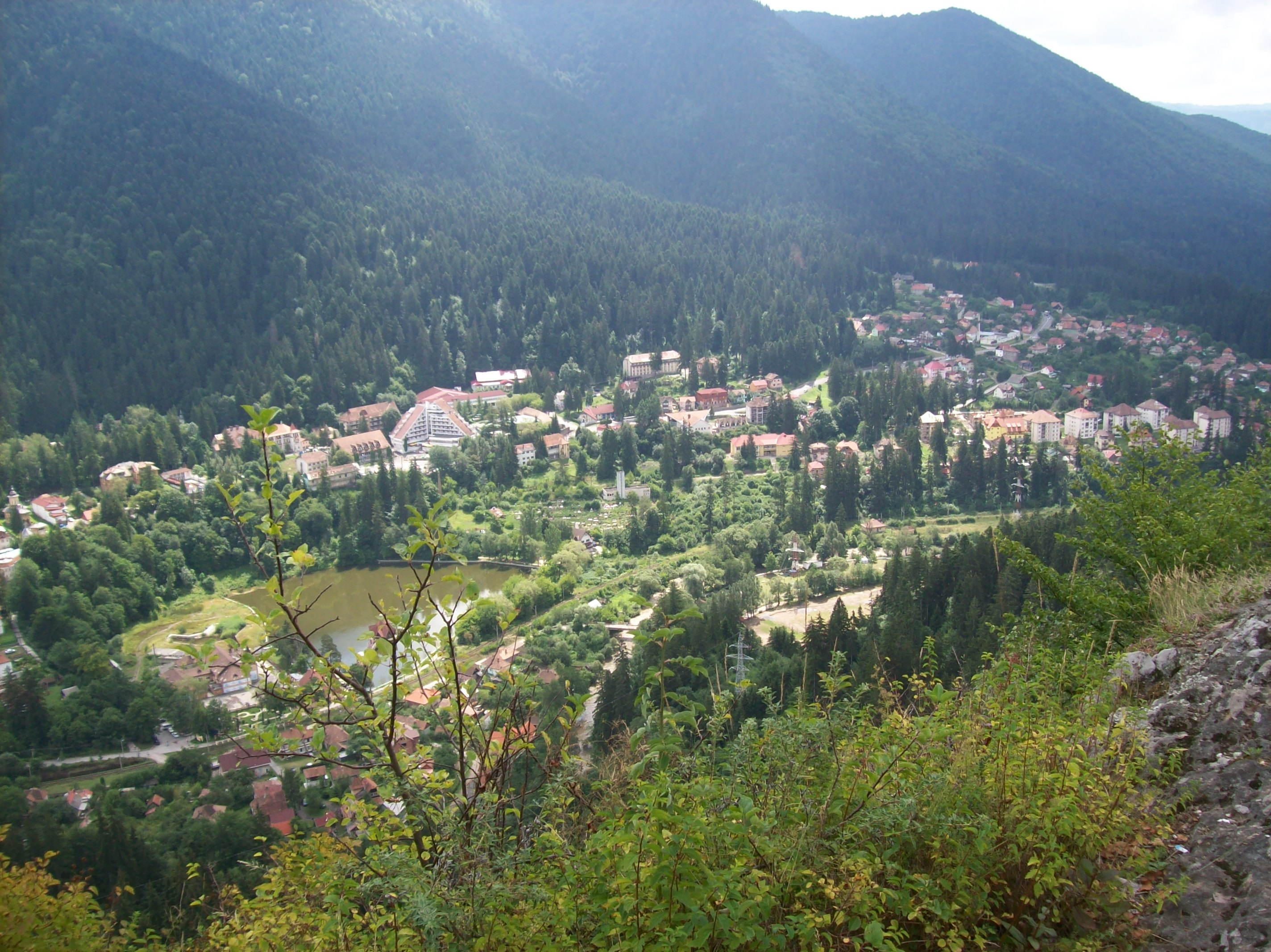
Panoramă a stațiunii

| Anul | Total | Români | Maghiari | Germani | Alte etnii |
| ---- | ----- | ------ | -------- | ------- | ---------- |
| 1941 | 724   | 3      | 711      | 9       | 1          |
| 1956 | 965   | 102    | 808      | 49      | 6          |
| 1966 | 1.204 | 104    | 1.095    | 3       | 2          |
| 1977 | 1.880 | 158    | 1.712    | 6       | 4          |
| 1992 | 1.969 | 133    | 1.835    | 1       | -          |
| 2002 | 1.728 | 106    | 1.615    | -       | 7          |
| 2011 | 1.641 | 104    | 1.463    | -       | 28         |

|  | Graficele sunt indisponibile din cauza unor probleme tehnice. Mai multe informații se găsesc la Phabricator și la wiki-ul MediaWiki. |

Date: Recensăminte sau birourile de statistică - grafică realizată de Wikipedia

## Politică și administrație
Orașul Băile Tușnad este administrat de un primar și un consiliu local compus din 11 consilieri. Primarul, Zsolt Butyka[*],  politician independent, este în funcție din octombrie 2020. Începând cu alegerile locale din 2024, consiliul local are următoarea componență pe partide politice:
|  | Partid                                     | Consilieri | Componența Consiliului | Componența Consiliului | Componența Consiliului | Componența Consiliului | Componența Consiliului | Componența Consiliului |
|  | ------------------------------------------ | ---------- | ---------------------- | ---------------------- | ---------------------- | ---------------------- | ---------------------- | ---------------------- |
|  | Uniunea Democrată Maghiară din România     | 6          |                        |                        |                        |                        |                        |                        |
|  | Forța Civică Maghiară - Magyar Polgári Erő | 2          |                        |                        |                        |                        |                        |                        |
|  | Alianța Maghiară din Transilvania          | 1          |                        |                        |                        |                        |                        |                        |
|  | Partidul Național Liberal                  | 1          |                        |                        |                        |                        |                        |                        |
|  | Száfta András                              | 1          |                        |                        |                        |                        |                        |                        |